# Selliguea chenopus
Selliguea chenopus är en stensöteväxtart som först beskrevs av Christ, och fick sitt nu gällande namn av S.G.Lu, Hovenkamp och M.G.Gilbert. Selliguea chenopus ingår i släktet Selliguea och familjen Polypodiaceae. Inga underarter finns listade.